# Troksy
Troksy (deutsch Truchsen) ist ein kleines Dorf in der polnischen Woiwodschaft Ermland-Masuren und gehört zur Gmina Bisztynek (Stadt- und Landgemeinde Bischofstein) im Powiat Bartoszycki (Kreis Bartenstein).

## Geographische Lage
Troksy liegt in der nördlichen Mitte der Woiwodschaft Ermland-Masuren am Ostufer der Zaine (polnisch Sajna), sechs Kilometer westlich der Stadt Reszel (deutsch Rößel) bzw. 26 Kilometer südöstlich der Kreisstadt Bartoszyce (Bartenstein).

## Geschichte
Troksy wurde als Lusian 1470 erstmals erwähnt und vor 1785 Lusisigeyn, um 1785 Klein Loosgehnen und um 1820 Troxen genannt. Der kleine Gutsort kam 1874 in den Amtsbezirk Molditten (polnisch Mołdyty), der zum Kreis Rößel im Regierungsbezirk Königsberg (ab 1905: Regierungsbezirk Allenstein) in der preußischen Provinz Ostpreußen gehörte. Im Jahre 1820 zählte Truchsen 55, 1885 = 103, 1905 = 102 und 1910 = 81 Einwohner.
Aufgrund der Bestimmungen des Versailler Vertrags stimmte die Bevölkerung in den Volksabstimmungen in Ost- und Westpreussen am 11. Juli 1920 über die weitere staatliche Zugehörigkeit zu Ostpreußen (und damit zu Deutschland) oder den Anschluss an Polen ab. In Truchsen stimmten 60 Einwohner für den Verbleib bei Ostpreußen, auf Polen entfielen keine Stimmen.
Als 1945 in Kriegsfolge das gesamte südliche Ostpreußen an Polen fiel, war auch Truchsen davon betroffen. Es erhielt die polnische Namensform „Troksy“ und ist heute eine Ortschaft innerhalb der Stadt- und Landgemeinde Bisztynek (Bischofstein) im Powiat Bartoszycki (Kreis Bartenstein), bis 1998 der Woiwodschaft Olsztyn, seither der Woiwodschaft Ermland-Masuren zugehörig.

## Kirche
Bis 1945 war Truchsen in die evangelische Kirche Rößel in der Kirchenprovinz Ostpreußen der Kirche der Altpreußischen Union und in die katholische St.-Peter-und-Paul-Kirche Rößel im Bistum Ermland eingepfarrt. Heute gehört Troksy evangelischerseits zur Pfarrei Kętrzyn (Rastenburg) in der Diözese Masuren der Evangelisch-Augsburgischen Kirche in Polen und katholischerseits zur Pfarrei Sątopy (Santoppen) im Erzbistum Ermland in der polnischen katholischen Kirche.

## Verkehr
Troksy liegt an der Woiwodschaftsstraße 594, die die beiden Regionen Bartoszyce (Bartenstein) und Kętrzyn (Rastenburg) miteinander verbindet. Eine Anbindung an den Schienenverkehr besteht nicht.